# 赤焰战场
《赤焰战场》（英語：RED）是一部篇幅3集迷你系列漫画书。由狂暴出版社旗下的漫画品牌线敬意漫画所出版，目前这两家出版机构均已归属DC漫画。整部漫画由华伦·艾利斯和卡利·哈姆纳共同创作完成。

## 影视改编

### 电影
2008年6月12日，《好莱坞报道》在头版宣布，顶峰娱乐选择将《赤焰战场》改编为真人故事片。《雪盲》的编剧埃里克·霍伯和乔恩·霍伯将出任该片的编剧工作；该片的导演由执导过《时间旅行者的妻子》和《空中危机》的勞勃·史溫凱担任；本片制片由《变形金刚》的制片人洛伦佐·迪·博纳文图拉和马克·瓦拉迪恩（Mark Vahradian）担任。 影片于2010年1月开始拍摄，主要取景地位于多伦多和路易斯安那。影片由布鲁斯·威利斯与摩根·弗里曼主演。